# U.S. Indoor National Championships 1977
Lo U.S. Indoor National Championships 1977 è stato un torneo giocato sul sintetico indoor del Racquet Club of Memphis a Memphis nel Tennessee. 
È stata la 76ª edizione del Torneo di Memphis, facente parte del Colgate-Palmolive Grand Prix 1977.

## Partecipanti

### Teste di serie
| Nazionalità | Giocatore       | Ranking | Testa di serie |
| ----------- | --------------- | ------- | -------------- |
| Svezia      | Björn Borg      | 2       | 1              |
| Argentina   | Guillermo Vilas | 6       | 2              |
| Stati Uniti | Brian Gottfried | 10      |                |
| Stati Uniti | Roscoe Tanner   | 11      |                |
| Stati Uniti | Stan Smith      | 16      |                |
| Regno Unito | Mark Cox        | 17      |                |
| Stati Uniti | Robert Lutz     | 20      |                |
| Cile        | Jaime Fillol    | 24      |                |

### Altri partecipanti
I seguenti giocatori sono passati dalle qualificazioni:

- Frank Gebert
- Pat Dupre
- Tom Gullikson
- Rolf Norberg
- John Feaver
- Tomáš Šmíd
- Eric Friedler
- Michael Wayman

## Campioni

### Singolare maschile
Björn Borg ha battuto in finale  Brian Gottfried con il punteggio di 6–4, 6–3, 4–6, 7–5.

### Doppio maschile
Sherwood Stewart /  Fred McNair hanno battuto in finale  Robert Lutz /  Stan Smith con il punteggio di 4–6, 7–6, 7–6.